# سد جیرفت
سد جیرفت یک سد بتنی دو قوسی در شمال شهرستان جیرفت استان کرمان است که با ظرفیت ذخیره ۵۰۰ میلیون متر مکعب آب بر روی رودخانه هلیل رود بنا شده است. ساخت این سد در سال ۱۳۵۴ آغاز شد ولی با وقوع انقلاب و جنگ ۸ ساله عملیات ساخت با توقف و کندی رو به رو شد تا اینکه در اواخر سال ۱۳۷۰ عملیات اصلی ساختمان سد تکمیل و در ۶ دی‌ماه همان سال عملیات آبگیری آن آغاز شد.
در بهمن سال ۱۳۷۱ پیش از اینکه عملیات آبگیری سد به اتمام برسد، سد جیرفت با سیلی بسیار عظیم با دورهٔ بازگشت حدود ۸۰۰ سال به میزان ۵٬۰۳۵ متر مکعب بر ثانیه مواجه شد که بدون اینکه آسیبی به سد وارد شود، پذیرای سیل ورودی شده و ۵۰٪ آن را ذخیره و نیم دیگر به پایین‌دست رها گردید.
مساحت حوضهٔ آب‌خیز بالا دست سد، حدود هشت‌صد هزار هکتار می‌باشد.

## مشخصات سد
سد جیرفت یکی از سدهای مدرن و بزرگ در کشور در زمان احداث محسوب می‌شد. این سد یک سد بتنی دو قوسی است که ارتفاع آن از پی ۱۳۴ متر و درازای تاج آن ۲۷۷ متر است. ضخامت این سد بین ۱۷ متر در کف تا ۵ متر در تاج متغیر است. حجم مخزن در تراز نرمال در حدود ۵۰۰ میلیون متر مکعب می‌باشد. از نظر بهره‌برداری سد مخزنی، کشاورزی و برق‌آبی محسوب می‌شود. سطح زیر کشت در نظر گرفته شده برای آن ۱۴٬۲۰۰ هکتار است. این سد به صورت چندمنظوره ساخته شده و با داشتن دریاچه‌ای با مساحت ۱٬۰۰۰ هکتار و گنجایش زیاد آن، نقش بسیار مهمی از لحاظ کنترل سیلاب دارد. سرریزهای قابل کنترل و دریچه‌های آن در مجموع قادر به تخلیهٔ حداکثر ۶٬۵۰۰ متر مکعب آب در ثانیه هستند.
ظرفیت نصب شده نیروگاه سد ۳۲ مگاوات است. در سال ۱۴۰۰ پروژه انتقال آب پشت سد به شهرهای جیرفت و عنبرآباد در جهت تآمین آب شرب شهرهای فوق کلید خورد . محمدرضا عطارپور مجری طرح انتقال آب شرب از سد جیرفت به شهرستانهای جیرفت و عنبرآباد به خبرنگار ایرنا گفت: این پروژه با توجه به بحران کم آبی ودر شهرهای فوق و مشکلات کیفی و کمی منابع زیرزمینی موجود و از طرفی وجود سد مخزنی جیرفت در نزدیکی این دو شهر در دستور کار شرکت آب منطقه ای کرمان قرار گرفت. این پروژه به شرکت جنرال با مدیریت آقای امیری و مدیریت پروژه آقای مهرداد موسوی واگذار گردید و طبق تحقیقات و مطالعات و اخذ مجوزهای لازم در نهایت طرح فوق در سال ۱۴۰۰ و با هدف تامین ۲۹/۱ میلیون مترمکعب آب شرب وارد فاز اجرایی شد و به این منظور باید ۷۲ کیلومتر لوله گذاری و ساخت حوضچه های مخصوص تصفیه آب انجام بگیرد که به علت مشکلات تآمین بودجه و اعتبار فعلا کار به کندی و با وقفه انجام میگیرد .

## گالری تصاویر

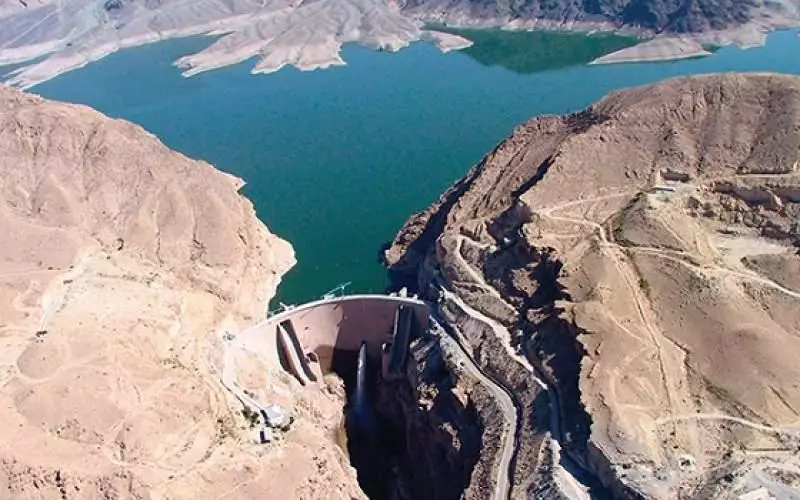
سد جیرفت و مخزن آن